# Zamek w Korołewie

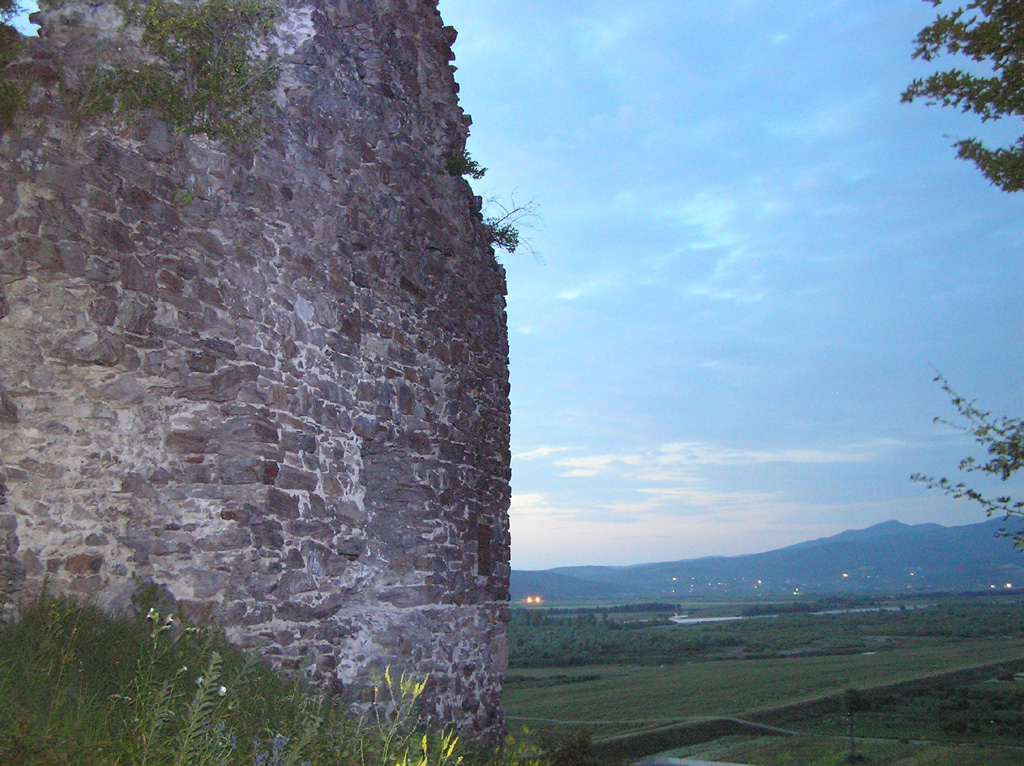
Zamek w Korołewie

Zamek w Korołewie – wybudowany w XIII w. przez króla węgierskiego Belę IV w Korołewie.

## Historia
W XII w.  król Stefan V węgierski postawił w tym miejscu domek myśliwski. W połowie XIII w. król węgierski Bela IV wybudował kamienny zamek Niołab, który miał za zadanie obronę granic jego państwa. W XIV w. obiekt doznał poważnego uszczerbku z powodu oblężenia przez króla Karola Roberta. W 1405 r. warownia została ofiarowana rodzinie Perenyich, która występując przeciwko cesarzowi Leopoldowi I w 1672 r. doprowadziła do zniszczenia zamku. Obecnie na 40-metrowym wzniesieniu można oglądać tylko ruiny.